# Wild Things Run Fast
Wild Things Run Fast är ett musikalbum av Joni Mitchell lanserat 1982 på Geffen Records. Skivan var hennes elfte studioalbum och det första för Geffen. Albumet markerar ett skifte i Mitchells musikaliska influenser från jazz till mer av 1980-talets new wave-grupper. Mitchell har sagt att grupper som Talking Heads och The Police inspirerade henne vid inspelningarna av albumet.

## Låtlista
(låtar utan angiven upphovsman av Joni Mitchell)
1. "Chinese Café / Unchained Melody" (Joni Mitchell / Alex North, Hy Zaret) - 5:17
2. "Wild Things Run Fast" - 2:12
3. "Ladies' Man" - 2:37
4. "Moon at the Window" - 3:42
5. "Solid Love" - 2:57
6. "Be Cool" - 4:12
7. "(You're So Square) Baby I Don't Care" (Jerry Leiber and Mike Stoller) - 2:36
8. "You Dream Flat Tires" - 2:50
9. "Man to Man" - 3:42
10. "Underneath the Streetlight" - 2:14
11. "Love" - 3:46

## Listplaceringar
- Billboard 200, USA: #25[1]
- UK Albums Chart, Storbritannien: #32[2]
- VG-lista, Norge: #14[3]
- Topplistan, Sverige: #50[4]